# Vann Molyvann
Vann Molyvann, né le 23 novembre 1926 à Ream, dans la  province de Sihanoukville, et mort le 28 septembre 2017 à Siem Reap (province homonyme), est un architecte et un ministre cambodgien.
À la tête de l’aménagement du territoire au temps du Sangkum Reastr Niyum, il marque de son empreinte et de manière notable le visage du Phnom Penh de cette époque après l'indépendance (1953-1970).

## Biographie
Fils de Vann Uk et Quam Pik, Vann Molyvann nait le 23 novembre 1926 à Ream, alors dans la province de Kampot. En 1946, il obtient une bourse pour aller étudier le droit en France. À la fin de sa première année, il échoue à l’épreuve de latin ; il s’oriente alors vers l’architecture et intègre l’école nationale supérieure des beaux-arts de Paris. Il s’initie aux œuvres des brutalistes tels Paul Rudolph ou Le Corbusier dont ses futurs travaux s’inspireront.
Il rentre au Cambodge en 1956. Norodom Sihanouk le nomme architecte en chef de l’État et le charge de la direction des travaux publics du Royaume. À ce titre il participe à l’élaboration du plan directeur de l’extension de Phnom Penh et à la réalisation de la ville portuaire de Kampong Saom, future Sihanoukville.
Il partage alors avec le monarque une vision de son pays qui vient d’accéder à l’indépendance et à qui il veut donner une identité qui concilie tradition et modernité. Il va contribuer à transformer l’ancien protectorat endormi en un des pays asiatiques les plus étonnants sur le plan économique où l'architecture et les arts contribuent au développement économique.  Il multiplie les réalisations qui vont caractériser la période du Sangkum, considérée comme un âge d’or du Cambodge. 
En 1961 il rend visite à l'hôpital à un expert urbaniste des Nations unies, Gérald Hanning, qui était tombé malade.  Dans le couloir de l’hôpital Moly croise la déléguée des Nations unies au Royaume du Cambodge, venue également rendre visite au patient.  Elle s'appelle Trudy Amberg.  Elle est d’origine suisse.  C'est le coup de foudre.  Ils se marieront peu de temps après et auront trois filles et un fils.  Moly, était déjà père de deux fils de son premier mariage, dont le plus âgé décèdera avant lui. 
Gérald Hanning a joué un rôle considérable entre 1960 et 1965 dans le développement urbain de Phnom Penh, Sihanoukville, les besoins en logement du pays, et la réalisation du Complexe Sportif National chef-d'œuvre d'architecture reconnu sur un plan mondial.  Molyvann racontait, comment, en plus de son rôle dans la rencontre de la femme de sa vie, Hanning lui a fait découvrir le système de proportion le Modulor de Le Corbusier  et comment il l'a utilisé comme outil de proportion dans tous ses projets.  En effet, Hanning avait activement contribué à cette publication.  Molyvann avait une grande amitié pour lui, disant qu'il avait compté énormément dans son épanouissement personnel au point d'être "mon maître".
En 1967, une délégation de Singapour vient visiter Phnom Penh et le premier ministre Lee Kuan Yew demande à Norodom Sihanouk l’aide de Vann pour construire les nouveaux quartiers de sa ville, mais le prince refuse de laisser partir son architecte en chef
En 1970, lorsque Norodom Sihanouk est déposé, Vann Molyvann, qui aura été son principal ministre de l’Éducation nationale (en) est assigné à résidence et son passeport est confisqué. Il lui sera toutefois provisoirement restitué pour se rendre à une conférence en Israël. Mais l’ambassadeur de ce pays lui conseille, malgré sa famille restée à Phnom Penh tenue en otage, de ne pas y retourner, ayant eu connaissance des menaces quant à sa sécurité. Pendant ce temps, Trudy qui bénéficie d'un passeport diplomatique des Nations unies, ce que Lon Nol a oublié, réussit à prendre le large et quitte le Cambodge avec ses enfants pour la Suisse où Molyvann les rejoindra.  C'est ainsi que Vann Molyvann, Trudy et ses enfants ont évité le pire.
Il travaille pendant une dizaine d’années au programme des Nations unies pour les établissements humains (ONU-Habitat), notamment à Nairobi et à Vientiane. Il se familiarise avec la gestion des problèmes environnementaux et de développement social.
Il retourne au Cambodge en 1991 où il sera successivement Président du conseil des ministres dans le Gouvernement Hun Sen, instigateur dans le classement du site d'Angkor comme patrimoine mondial de l'humanité par l'UNESCO, et Président de l'autorité APSARA, (Autorité pour la Protection du Site et l'Aménagement de la Région d’Angkor) qui gère le site d'Angkor.  La maison qu’il s'était construite en 1966 sur le boulevard Mao Tsé Toung et qu’il avait dû abandonner au début des années 1970, était restée inoccupée jusqu’en 1979, année où elle est réquisitionnée par le gouvernement de la république populaire du Kampuchéa pour abriter le service du cadastre. Il pourra toutefois la récupérer en 1992.  Tous les meubles et affaires personnelles de la famille Vann ont disparu sauf un ski nautique retrouvé dans un placard.
À APSARA Vann, avec l'aide de Tep Vattho, tente alors de résister aux pressions foncières à Siem Réap et aux projets de construction d’hôtels à proximité immédiate des temples, mais accusé de vouloir faire obstacle au développement de l’activité touristique, il sera poussé à la démission en 2001.
Il multiplie également les entretiens qu’il accorde à la presse et dans lesquels il fustige le développement anarchique de Phnom Penh qui privilégie les constructions de résidences de luxe qui rognent sur les espaces publics et ses réalisations de l’époque du Sangkum,.
En 2006, après six ans de recherche soutenue par la Fondation Toyota, Helen Grant Ross, Architecte, et Darryl Collins, Historien, publient Building Cambodia 'New Khmer Architecture': 1953-1970 qui documente l'œuvre du Sangkum Reastr Niyum et les milliers de bâtiments, projets d'urbanisme et d'infrastructure réalisés sous l'impulsion du Chef de l’État Prince Sihanouk. Pour la première fois les Cambodgiens et le monde découvrent comment ce pays après l'indépendance, mais avant la guerre, avait inclus l'architecture et l'urbanisme dans sa politique de développement économique. Le septième chapitre entièrement consacré à Vann Molyvann illustre comment cet architecte de génie avait mené de front la réalisation d'une centaine d'œuvres architecturales remarquables et de nombreuses fonctions publiques depuis Ministre d’État à Doyen fondateur d'Université.
En 2008, il obtient un doctorat en organisation et développement des cités asiatiques avec une thèse intitulée les villes modernes khmères. 
En 2009, l’architecte canadien Bill Greaves et Geoff Pyle, fondateur d’une organisation proposant des circuits de découverte des principaux bâtiments de Phnom Penh, créent le Vann Molyvann project destiné à promouvoir l’œuvre de cet architecte. Un premier souci a été de recréer les plans de ces réalisations pour la plupart disparus pendant les différents épisodes de guerres civiles.
En 2014, Vann Molyvann décide de quitter Phnom Penh pour passer les dernières années de sa vie à Siem Reap. Il y décède le 28 septembre 2017.

## Réalisations
Après l'indépendance, le Cambodge s'engage dans une expérience de développement économique prenant appui sur les arts et l'infrastructure.  L'architecture y joue un rôle important, et encouragé par "le Prince" un mouvement que Helen Grant Ross et Darryl Collins ont nommé "New Khmer Architecture", verra le jour.  Tous les architectes et ingénieurs du pays sont appelés à contribuer au Sangkum Reastr Niyum; mais Molyvann est sans conteste le principal talent.  Son travail allie tradition et modernité. À partir de 1956 il participe à la construction de centaines d’édifices dont plusieurs symboles de Phnom Penh, tels Chaktomuk Salle de Conférence (1961) le Complexe Sportif National construit aux normes olympiques inauguré en 1964, le Palais d’État (actuel Sénat). Il supervise la construction de la ville nouvelle portuaire de Sihanoukville et y réalise plusieurs œuvres importantes dont la Brasserie SKD (1968), la Banque Nationale du Cambodge et les logements du personnel  (1968). 
En 1975,  le bâtiment de la banque nationale à Sihanoukville résiste à une tentative de dynamitage opérée par les Khmers Rouges.  Dans le même temps, le stade olympique est utilisé pour des déportations de masse et des manifestations politiques.
Mais alors qu’elles avaient survécu aux décennies de guerres civiles, les œuvres de Vann sont victimes de la frénésie immobilière qui s’empare du Cambodge depuis le début du XXIe siècle. En 2001, le site du stade olympique est ainsi vendu à un groupe d’investisseurs taïwanais qui comblent le système de drainage pour y construire des immeubles, provoquant des inondations à répétitions dès que la capitale a à subir de fortes pluies. Son théâtre national et le siège du conseil des ministres ont par la suite été démolis en 2008 alors qu’en 2015, il est question de faire subir le même sort au building blanc (en), un ensemble de logements destinés à l’origine aux personnes à faible revenus et devenu insalubre.